# Паисий (Иващук)
Епи́скоп Паи́сий (в миру Васи́лий Миха́йлович Иващу́к; 16 февраля 1913, Дубины, Волынь — 3 февраля 1998, Миннеаполис) — епископ Украинской православной церкви в США в юрисдикции Константинопольского патриархата с титулом «епископ Дафнусийский».

## Биография
До войны работал преподавателем. В 1942 году женился, а в 1943 году увезён немцами на работу в Австрию, при этом жена осталась на Волыни. После победы возвращаться не решился, боясь репрессий.
Становится секретарём созданного в 1946 году Братства Святого Покрова при украинском православном приходе в Мюнхене; возглавлял Издательскую деятельность братства.
В 1949 году эмигрировал в США. Получил философское, теологическое и библиотечное образование.
9 октября 1977 года, после выхода на пенсию, рукоположён в священника неканонической Украинской православной церкви в рассеянии.
13 декабря 1988 года пострижен в монашество с именем Паисий.
26 марта 1989 года был рукоположён в сан епископа Куритибского и Южно-Американского.
Кроме членства в Совете Епископов Украинской Православной Церкви, он был членом Митрополичьего Совета Украинской Православной Церкви в США и членом президиума Всемирного конгресса свободных украинцев.
После крушения «железного занавеса» посетил родину, где встретился с родственникам.
В 1993 году ушёл на покой и вернулся в США.
Во время своего второго приезда на Украину участвовав в похоронах Патриарха УПЦ КП Владимира (Романюка). Возникла потасовка возле Софийского Собора, а Паисий получил удар дубинкой по голове. Удар смягчила митра, но всё же получил кровоизлияние в глаз.
11 марта 1995 года УПЦ в США и диаспоре была принята в общение с Константинопольским Патриархатом, при этом епископ Паисий получил титул «епископа Дафнусийского».
Скончался 3 февраля 1998 года в Миннеаполисе. Заупокойная служба в украинской православной церкви святого Архистратига Михаила в Миннеаполисе была намечена 7 февраля.